# West Indies Cricket Team in Pakistan in der Saison 1997/98
Die Tour des West Indies Cricket Teams nach Pakistan in der Saison 1997/98 fand vom 17. November bis zum 9. Dezember 1997 statt. Die internationale Cricket-Tour war Bestandteil der Internationalen Cricket-Saison 1997/98 und umfasste drei Tests. Pakistan gewann die Serie 3–0.

## Vorgeschichte
Beide Mannschaften bestritten zuvor zusammen mit Sri Lanka und Südafrika eine Vier-Nationen-Turnier in Pakistan.
Das letzte Aufeinandertreffen der beiden Mannschaften bei einer Tour fand in der Saison 1992/93 in den West Indies statt.

## Stadien
Die folgenden Stadien wurden für die Tour als Austragungsort vorgesehen.
| Stadion                    | Stadt      | Kapazität | Spiele  |
| -------------------------- | ---------- | --------- | ------- |
| National Stadium           | Karachi    | 34.228    | 3. Test |
| Arbab Niaz Stadium         | Peshawar   | 20.000    | 1. Test |
| Rawalpindi Cricket Stadium | Rawalpindi | 25.000    | 2. Test |

## Kaderlisten
Die folgenden Kader wurden von den Mannschaften benannt.
| Test | Test |
| Pakistan | West Indies |
| --- | --- |
| - Aamer Sohail - Arshad Khan - Azhar Mahmood - Ijaz Ahmed - Inzamam-ul-Haq - Mohammad Wasim - Moin Khan - Mushtaq Ahmed - Saeed Anwar - Saqlain Mushtaq - Shahid Nazir - Shoaib Akhtar - Waqar Younis - Wasim Akram | - Curtly Ambrose - Ian Bishop - Sherwin Campbell - Shivnarine Chanderpaul - Mervyn Dillon - Roland Holder - Carl Hooper - Brian Lara - Rawl Lewis - Franklyn Rose - Phil Simmons - Philo Wallace - David Williams - Stuart Williams |

## Tests

### Erster Test in Peshawar
| 17. – 29. November Scorecard | Peshawar | West Indies 151 (60.3) & 211 (70.2)            | – | Pakistan 381 (132) |
|                              |          | Pakistan gewinnt mit einem Innings und 19 Runs |   |                    |

### Zweiter Test in Rawalpindi
| 29. November – 3. Dezember Scorecard | Rawalpindi | West Indies 303 (101.5) & 139 (41)             | – | Pakistan 471 (136.1) |
|                                      |            | Pakistan gewinnt mit einem Innings und 29 Runs |   |                      |

### Dritter Test in Karachi
| 6. – 9. Dezember Scorecard | Karachi | West Indies 216 (73.1) & 212 (52.4) | – | Pakistan 417 (118.4) & 15-0 (5) |
|                            |         | Pakistan gewinnt mit 10 Wickets     |   |                                 |